# Batalla de les Termòpiles (191 aC)
|  | Aquest article tracta sobre la batalla de 191 aC. Vegeu-ne altres significats a «Batalla de les Termòpiles». |

La batalla de les Termòpiles va tenir lloc l'abril del 191 aC entre l'exèrcit selèucida d'Antíoc III i l'exèrcit romà comandat per Marc Acili Glabrió.

## Antecedents
Després de la batalla de Zama, el general cartaginès Hanníbal Barca, que havia combatut a Roma durant la Segona Guerra Púnica, va fugir de Cartago i es va dirigir a la cort d'Antíoc en Efes, on aquest decidia quines mesures prendria contra els romans. Basant-se en el sentiment antiromà que s'havia assentat a Grècia, en particular entre les ciutats estat de la Lliga Etòlia, Antíoc III de l'Imperi Selèucida va conduir un exèrcit a través de l'Hel·lespont amb l'objectiu d'«alliberar-lo» de l'opressió romana. Antíoc i Etòlia van fracassar en l'intent d'unir la seva coalició a Filip V i a la Lliga Aquea. Els romans van respondre a la invasió mitjançant la tramesa d'un exèrcit a Grècia. Antíoc III, amb un petit exèrcit i amb l'aliança de la Lliga Etòlia i d'altres pobles grecs, combatia contra els macedonis i algunes unitats de suport romanes. Quan es va assabentar de l'arribada de l'exèrcit de Mani Acili Glabrió va retirar-se a prop de les Termòpiles.

## La batalla
El comandant romà Mani Acili Glabrió, que coneixia la història grega, va recordar l'existència d'un camí diferent per superar el pas de les Termòpiles, que ja havien fet servir segles abans els perses per sorprendre els grecs. Casualment, una unitat romana conduïda per Cató el Censor, va ocupar un lloc avançat que Antíoc havia disposat per custodiar el camí. Amb aquest atac va aconseguir capturar un dels grecs cosa que li va permetre descobrir la posició de la força principal d'Antíoc i que la guarnició que defensava el camí era d'uns 600 etolis. Els romans van atacar aquest petit contingent, que va ser immediatament dispersat. Mentrestant, el gruix de l'exèrcit romà va atacar l'exèrcit principal d'Antíoc, i agafat entre dos fronts l'exèrcit selèucida va ser derrotat. El mateix Antíoc va ser colpejat a la boca per una pedra, i no li va quedar altre remei que embarcar-se a Eubea cap a Efes. Les regions gregues es van lliurar als romans.

## Conseqüències
Els romans sota el comandament de Luci Corneli Escipió Asiàtic el Vell van perseguir Antíoc III al llarg de tot el mar Egeu. Les flotes combinades de Roma i Rodes van derrotar a la flota de l'Imperi Selèucida comandada per Hanníbal Barca en les batalles d'Eurimedont i Mionessos. Després d'alguns enfrontaments a Àsia Menor, els selèucides van combatre els exèrcits de Roma i de Pèrgam en la batalla de Magnèsia. Les forces combinades de Roma i Pèrgam van obtenir la victòria i Antíoc es va veure obligat a retirar-se.